# Colombie aux Deaflympics
La Colombie participe aux Deaflympics depuis 1969. Le pays n'a jamais participé aux Jeux d'hiver.

## Bilan général
L'équipe de Colombie obtient une médaille des Deaflympics en bronze.
| Année | Médaille d'or, Jeux olympiques | Médaille d'argent, Jeux olympiques | Médaille de bronze, Jeux olympiques | Total             | Rang              |
| 1969  | 0                              | 0                                  | 1                                   | 1                 | NC                |
| 1973  | N'a pas participé              | N'a pas participé                  | N'a pas participé                   | N'a pas participé | N'a pas participé |
| 1977  | N'a pas participé              | N'a pas participé                  | N'a pas participé                   | N'a pas participé | N'a pas participé |
| 1981  | N'a pas participé              | N'a pas participé                  | N'a pas participé                   | N'a pas participé | N'a pas participé |
| 1985  | 0                              | 0                                  | 0                                   | 0                 | NC                |
| 1989  | N'a pas participé              | N'a pas participé                  | N'a pas participé                   | N'a pas participé | N'a pas participé |
| 1993  | N'a pas participé              | N'a pas participé                  | N'a pas participé                   | N'a pas participé | N'a pas participé |
| 1997  | N'a pas participé              | N'a pas participé                  | N'a pas participé                   | N'a pas participé | N'a pas participé |
| 2001  | N'a pas participé              | N'a pas participé                  | N'a pas participé                   | N'a pas participé | N'a pas participé |
| 2005  | N'a pas participé              | N'a pas participé                  | N'a pas participé                   | N'a pas participé | N'a pas participé |
| 2009  | 0                              | 0                                  | 0                                   | 0                 | NC                |
| 2013  | N'a pas participé              | N'a pas participé                  | N'a pas participé                   | N'a pas participé | N'a pas participé |
| Total | 0                              | 0                                  | 1                                   | 1                 |                   |

## Sources
- L'équipe de Colombie de 2009